# Live at Stockholm Concert Hall
Live at Stockholm Concert Hall är Ane Bruns andra livealbum, utgivet 2009.

## Låtlista[1]

### Första skivan
1. "The Puzzle"
2. "Humming One of Your Songs"
3. "To Let Myself Go"
4. "My Star"
5. "The Treehouse Song"
6. "Lullaby for Grown-ups"
7. "Linger with Pleasure"
8. "Lift Me" med Sivert Høyem
9. "Fyris River"
10. "Balloon Ranger"
11. "Ten Seconds"
12. "The Fall"
13. "Big in Japan"
14. "My Lover Will Go"
15. "Song No.6"
16. "True Colors"
17. "My Baby's Arms" (studioversion)

### Andra skivan (DVD)
1. "Intro: Are They Saying Goodbye"
2. "Raise My Head"
3. "The Puzzle"
4. "Humming One of Your Songs"
5. "To Let Myself Go"
6. "This Voice"
7. "My Star"
8. "The Treehouse Song"
9. "Lullaby for Grown-ups"
10. "Changing of the Seasons"
11. "Linger with Pleasure"
12. "Lift Me" med Sivert Høyem
13. "Fyris River"
14. "Balloon Ranger"
15. "Ten Seconds"
16. "The Armour"
17. "Petrified Forest Road"
18. "Falling Down"
19. "The Fall"
20. "Rubber and Soul"
21. "Don't Leave"
22. "Big in Japan"
23. "My Lover Will Go"
24. "Song No.6"
25. "True Colors"